# Struktura organizacyjna pułku inżynieryjno-budowlanego
Struktura organizacyjna pułku inżynieryjno-budowlanego – struktura organizacyjna oddziału Służby Zakwaterowania i Budownictwa ludowego Wojska Polskiego.

Dowództwo
- dowódca pułku
- zastępca dowódcy ds. politycznych
- zastępca ds. produkcji (wykonawstwa)
- szef sztabu – zastępca dowódcy
- zastępca dowódcy ds. technicznych
- zastępca dowódcy ds. liniowych
- kwatermistrz – zastępca dowódcy
- zastępca dowódcy ds. ekonomicznych (główny ekonomista)
- główny księgowy
- sekretarz POP

Sztab
- szef sztabu – zastępca dowódcy
- sekcja personalna
- sekcja mobilizacyjna
- sekcja uzbrojenia
- sekcja łączności

Pion zastępcy dowódcy ds.politycznych
- zastępca dowódcy ds. politycznych
- sekretarz Podstawowej Organizacji Partyjnej
- sekcja polityczna
- Podstawowa Organizacja Partyjna
- organizacja Koła Młodzieży Wojskowej (Związek Młodzieży Wojskowej)

Pion zastępcy dowódcy ds. produkcji
- zastępca ds. produkcji (wykonawstwa)
- sekcja przygotowania i organizacji robót
- sekcja nadzoru budowlanego
- sekcja zaopatrzenia
  - magazyny materiałów budowlanych, sanitarnych, elektrycznych
- sekcja rozliczeń materiałowych
- warsztaty produkcji pomocniczej (betoniarnia, warsztat ślusarski, stolarski)

Służby Techniczne
- zastępca dowódcy ds. technicznych
- sekcja samochodowa
- sekcja maszyn
- sekcja zaopatrzenia
  - magazyny
- warsztat

Pion zastępcy dowódcy ds. liniowych
- zastępca dowódcy ds. liniowych
- sekcja wyszkolenia

Kwatermistrzostwo
- kwatermistrz – zastępca dowódcy
- sekcja żywnościowa
- sekcja mundurowa
- sekcja MPS (materiałów pędnych i smarów)
- izba chorych
- Wojskowa Administracja Koszar
- magazyny

Pion zastępca ds. ekonomicznych (głównego ekonomista)
- zastępca dowódcy ds. ekonomicznych (główny ekonomista)
- sekcja zatrudnienia i płac

Pion głównego księgowego
- sekcja finansowa

Pododdziały
- 4-5 kompanii inżynieryjno-budowlanych
- 1 kompania inżynieryjno-drogowa
- 1 kompania sanitarna
- 1 kompania elektryczna
- 1 kompania ochrony i obsługi
- 1 kompania transportu
- 1 kompania maszyn
- 1 kompania szkolna (utworzone w 1968 szkoliły tzw. pięciolatków, żołnierzy młodocianych których uczono zawodu)

Pułki posiadały strukturę kompanijną. Etaty pułków nie były jednakowe, wynikało to ze specyfiki wykonywanych zadań. Stan etatowy pułku wahał się od 1500 do 2500 żołnierzy oraz ok. 70 - 200 pracowników cywilnych. W okresach sezonu budowlanego (marzec–październik) do pułków było wcielanych dodatkowo od 300 do 1000 żołnierzy rezerwy na okres do trzech miesięcy.